# Нечипоренко, Всеволод Филиппович
Всеволод Филиппович Нечипоренко — советский хозяйственный, государственный и политический деятель.

## Биография
Родился в 1913 году в Полтаве. Член ВКП(б).
С 1935 года — на хозяйственной, общественной и политической работе. В 1935—1962 гг. — на машиностроительных предприятиях Украины и в Вологде, главный инженер на ярославском заводе «Красный Маяк», главный инженер, директор Рыбинского завода дорожных машин, на партийной и советской работе, 2-й секретарь Ярославского областного комитета ВКП(б), председатель исполкома Ярославского областного Совета депутатов трудящихся, глава Управления машиностроительной и металлообрабатывающей промышленности Совнархоза Ярославского экономического района.
Избирался депутатом Верховного Совета РСФСР 4-го созыва.